# Carlos Reutor
Carlos Alberto Reutor Da Cuña (31 de mayo de 1974, Montevideo) es un diputado, trabajador del transporte público y dirigente sindical uruguayo que integra el Movimiento de Participación Popular (MPP) y el Espacio 609 del Frente Amplio.

## Biografía
Carlos Reutor nació en el Hospital Pereira Rossell de Montevideo aunque toda su vida transcurrió en el departamento de Canelones. Vivió con su familia en la localidad de Toledo, donde transcurrieron su niñez y adolescencia. Desde hace 20 años reside en la también canaria localidad de Sauce, donde fue estudiante de mecánica automotriz en la Universidad del Trabajo del Uruguay (UTU). Después especializó su formación en mecánica y en 1992 comenzó a trabajar en el transporte público suburbano.

## Militancia social
Reutor fue militante estudiantil y social desde que cursó estudios en la UTU. En Sauce participa voluntariamente con organizaciones sociales de la zona en diferentes actividades comunitarias y gremiales, entre ellas la creación de cooperativas de vivienda, el apoyo a la sindicalización y la promoción de las relaciones laborales.
Desde su inicio como trabajador del transporte colectivo de pasajeros participó en la gestación del Sindicato Único de Casanova, la empresa en la que se desempeñan labores.
Integra la Mesa Ejecutiva de la Unión Nacional de Obreros y Trabajadores del Transporte, el sindicato nacional de la rama, en representación del subsector transporte suburbano.
Ha participado como delegado en congresos de la Federación Sindical Mundial y la Federación Unitaria del Transporte de América Latina y el Caribe. Ha tomado los cursos de Formación Sindical y Negociación Colectiva en el Instituto Cuesta Duarte de investigación de la central sindical PIT-CNT.

## Actividad política
Reutor es militante del sector frenteamplista MPP. En las elecciones nacionales del 26 de octubre de 2014 fue elegido por la lista 609 del Frente Amplio para integrar la Cámara de Representantes (Uruguay) como diputado por el departamento de Canelones durante el período legislativo 2015 - 2020.
En el periodo 2020-2022 cumplió funciones en la Dirección General de Deportes de la Intendencia Municipal de Canelones.
Actualmente integra la Cámara de Representantes (Uruguay), en representación del sector MPP del Frente Amplio hasta la finalización del periodo